# Jack O'Halloran
Jack O'Halloran (Filadèlfia, 8 d'abril de 1943) és un actor i exboxejador nord-americà. O'Halloran va participar en 57 combats de boxa professional (va combatre amb els futurs campions de pes pesant George Foreman i Ken Norton), tot i que és més conegut per haver actuat en pel·lícules com Farewell, My Lovely, King Kong (el remake de 1976 produït per Dino De Laurentiis), Superman i Superman II, Hero and the Terror o Dragnet.

## Primers anys i boxa
O'Halloran va néixer a Filadèlfia, i va ser criat per la seva mare, Mary, i el seu padrastre, Peter Paul Patrick O'Halloran; en el seu llibre Family Legacy, va afirmar que era el fill il·legítim de l'assassí de la màfia i cap del crim Albert. Anastasia. Va viure a Runnemede, Nova Jersey.
Lluitant com a l'"irlandès" Jack O'Halloran de Boston, va practicar la boxa en pesos pesantsdes de 1966 fins a 1974. L'O'Halloran de 6'6" va estar invicte en les seves primeres 16 baralles professionals. O'Halloran va culminar la seva carrera de boxejador amb 34 victòries, 21 derrotes i 2 empats.
Durant la seva carrera a la boxa, O'Halloran va derrotar els antics pretendents al títol Cleveland Williams i Manuel Ramos. També va derrotar a Danny McAlinden, que va guanyar una medalla de bronze en boxa als Jocs de l'Imperi Britànic i la Commonwealth de 1966 a Kingston, Jamaica i que més tard es va convertir en el campió de pesos pesants britànic i de la Commonwealth. Les derrotes d'O'Halloran van ser davant de Joe Roman (dues vegades), Joe Bugner, Ron Lyle i els futurs campions de pesos pesants George Foreman i Ken Norton.
El 1973 O'Halloran va estar a punt d'aconseguir lluitar contra Muhammad Ali quan va ser noquejat per Jimmy Summerville abans d'aconseguir-ho. Això va acabar amb les seves oportunitats de lluitar contra Ali. Tot i que O'Halloran va derrotar posteriorment a Summerville per K.O., mai més va tornar a ser un rival seriós en pesos pesants.
El Saló de la Fama de la Boxa de Califòrnia ha inclòs O'Halloran com un dels seus membres de la classe HOF de 2009.

## Carrera d'actor
Després de restirar-se de la boxa el 1974, O'Halloran va iniciar una carrera com a actor. Va guanyar un paper per primer cop per a la pel·lícula de 1975 Farewell, My Lovely, on hi interpretava l'ex convicte Moose Malloy.

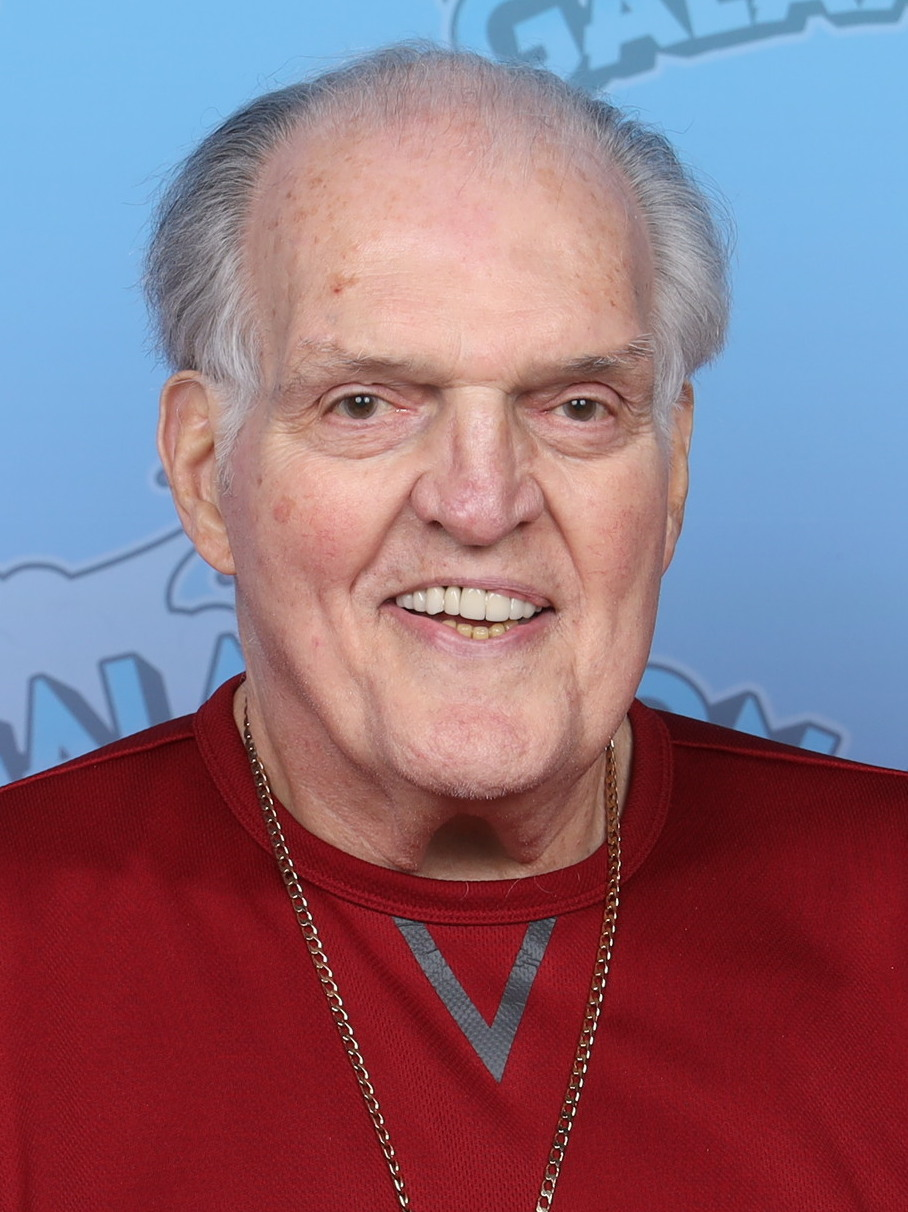
O'Halloran el 2023.

Després de Farewell, a My Lovely, a O'Halloran se li van oferir altres papers, alguns dels quals va rebutjar, com ara el paper de Jaws a The Spy Who Loved Me, que va ser finalment per Richard Kiel.

### Sumerman
El 1978 i 1980 Jack O'Halloran va interpretar el paper pel qual és més conegut: Non, l'amenaçador i mut membre del trio de supermalvats kriptonians desterrat a la Zona Fantasma per Jor-El (Marlon Brando).
O'Halloran va declarar una vegada en una entrevista que la seva idea era fer de Non un personatge infantil, amb dificultats per adaptar-se als seus nous poders i fer sons en absència de veu. O'Halloran va criticar Alexander i Ilya Salkind, els productors de les pel·lícules de Superman, per la seva mala gestió de la franquícia, i creia que l'acomiadament del director de la primera pel·lícula, Richard Donner, havia estat un gran cop per a la sèrie i la causa de la seva baixa qualitat, un sentiment que compartia Gene Hackman, que es va negar a repetir el seu paper de Lex Luthor a la tercera pel·lícula, i per Margot Kidder, que interpretava a Lois Lane.
En una entrevista a la revista Starlog el 2006, O'Halloran va confessar que ell i Christopher Reeve no van tenir una bona relació durant el rodatge de Superman II. En una ocasió, fins i tot, va arribar a posar a Reeve contra una paret, obligant a Richard Donner a intervenir per impedir que el pegués. Malgrat la mala relació que tenien, O'Halloran va declarar que el seu cor va ser a Reeve quan va tenir l'accident el 1995, i el va elogiar per ajudar les persones amb lesions medul·lars.

## Filmografia

### Cinema
- 1975 - Farewell, My Lovely, com a "Moose" Malloy
- 1976 - King Kong, com a Joe Perko
- 1977 - March or Die, com a Ivan
- 1978 - Superman, com a Non
- 1980 - The Baltimore Bullet, com a Max
- 1980 - Superman II, com a Non
- 1987 - Dragnet, com a Emel Muzz
- 1988 - Hero and the Terror, com a Simon Moon
- 1990 - Mob Boss, com a Angelo
- 1994 - Huck and the King of Hearts, com a Truck
- 1994 - The Flintstones, com a Ieti
- 2011 - Superman: Requiem, com a Shuttle Commander (veu)
- 2016 - Enter the Fist and the Golden Fleece, com a FDA Super Agent
- 2016 - Abduct, com a Alistair
- 2019 - Dagon: Troll World Chronicles, com a Primer Ministre

### Televisió
- 1975 - Cannon (1 episodi)
- 1978 - Flying High (1 episodi)
- 1982 - Best of the West (1 episodi)
- 1984 - Hunter
- 1985 - Knight Rider (1 episodi)
- 1985 - Murder, She Wrote (1 episodi)
- 1990 - Perry Mason (1 episodi)
- 1991 - Morton & Hayes (1 episodi)
- 1994 - Diagnosis Murder (1 episodi)